# آرچی (میزوری)
آرچی (به انگلیسی: Archie) یک شهر در ایالات متحده آمریکا است که در شهرستان کاس، میزوری واقع شده‌است. آرچی ۳٫۱۱ کیلومتر مربع مساحت و ۱٬۱۷۰ نفر جمعیت دارد و ۲۵۴ متر بالاتر از سطح دریا واقع شده‌است.